# S-X
Sam Andrew Gumbley (* 4. srpna 1992 Wolverhampton, Spojené království), známý pod uměleckým jménem S-X je britský zpěvák, rapper a hudební producent. Jako producent, Gumbley spolupracoval se spoustou známými umělci jako například Lil Wayne, Childish Gambino, Chance the Rapper, J. Cole, T.I., Meek Mill, Tyga, Nicki Minaj, Future a se svým blízkým přítelem, KSIem. Byl nominovaný na Grammy za jeho účast na albu od Childish Gambina, Because the Internet (2013). Gumbley získal mainstream popularitu jako zpěvák na singlu od KSI s Rickem Rossem a Lil Babym, Down Like That, v roce 2019. Tento singl se na UK Singles Chart dostat až na 10. místo.

## Mládí
Gumbley se narodil 4. srpna 1992 ve Wolverhamptonu ve Spojeném království. V sedmé třídě Gumbley začal hrát na bicí a produkovat hudbu v FL Studiu. Chodil na školu Smestow School ve Wolverhamptonu a později City of Wolverhamton College, kde studoval hudební produkci. Na této škole chodil do stejné třídy jako Liam Payne.

## Kariéra
V patnácti letech Gumbley vyprodukoval instrumentál Woo Riddim, který se o dva roky později stal populárním, po tom, co ho britský MC D Double E v roce 2010 použil na své písni Bad 2 Tha Bone. S-X ve své době účinkování jako hudební producent podepsal kontrakt s Atlantic Records.
Na začátku roku 2017, Gumbley začal zpívat přes vlastní beaty.
V roce 2018 Gumbley působil jako předskokan pro britskou zpěvačku Lily Allen na severoamerické a evropské sňůře její turné No Shame.
25. ledna 2019 Gumbley vydal singl Had Me, Lost Me.
4. července 2019 S-X vydal první singl z mixtapu True Colours s názvem Always Wrong. Druhý singl na mixtapu, Too Soon, Gumbley vydal 12. září 2019. 26. září 2019 Gumbley vydal již zmíněny mixtape True Colors nezávisle pod žádným hudebním vydavatelstvím. Singl Come Alive vyšel 26. prosince jako třetí singl z mixtapu. Tyhle tři singly upoutaly pozornost po tom, co Gumbley začal být spojován s britským YouTuberem a rapperem KSIem a YouTube skupinou Sidemen, ve které KSI působí.
Gumbley vyprodukoval a hostoval na singlu Down Like That od KSI, kde také hostovali američtí rappeři Rick Ross a Lil Baby. Singl vyšel 8. listopadu 2019 a umístil se na prvním místě iTunes chartu v Spojeném království a také na desátém místě na UK Singles Chart. Singl se tedy stal prvním Gumbleyho singlem, který měl vliv na žebříčky ve Spojeném království a Gumbleyho singlem, který se na těchto žebříčkách umístil nejvýše. V únoru 2020 singl dostal stříbrnou desku od Britského fonografického průmyslu za prodání více než 200 tisíc kopií na území Spojeného království. Singl se také umístil na 77. příčce v Billboard Canadian Hot 100 a na desáté příčce na Billboard Euro Digital Song Sales.
15. prosince 2019 hostoval na singlu od Sidemenů s názvem The Gift, který se umístil na 77. místě na UK Singles Chart.
10. ledna 2020 Gumbley vydal singl s názvem Neither Would I. Singl se umístil na 45. místě na UK Singles Chart.
Gumbley napsal refrén a vyprodukoval KSIův singl z roku 2020 Wake Up Call, na kterém hostoval americký rapper Trippie Redd. Singl debutoval na 11. místě na UK Singles Chart. Gumbley se podílel na produkci debutového alba Dissimulation (2020) od KSI. Album debutovalo na 2. místě na UK Albums Chart.
Gumbley působil, společně s KSIem, na druhé sérii seriálu Celebrity Gogglebox od Channel 4 v červnu 2020.
V květnu 2020 Gumbley podepsal kontrakt s hudebním vydavatelstvím Universal po tom, co spousta velkých vydavatelství projevilo o Gumbleyho zájem. 18. září 2020 Gumbley vydal první singl pod vydavatelstvím, s názvem Dangerous. Singl se na UK Singles Downloads Chart umístil na 31. místě. Je první z Gumbleyho singlů z jeho nadcházejícího debutového alba, které má vyjít v roce 2021.

## Soukromý život
Gumbley je velký fanoušek fotbalu a oddaný podporovatel místního týmu Wolverhampton Wanderers. Od roku 2019 je hrdý ambasador klubové nadace Wolves Foundation.